# Stara Plošćica
Stara Plošćica je naselje u Republici Hrvatskoj, u sastavu općine Ivanska, Bjelovarsko-bilogorska županija.

## Stanovništvo
Prema popisu stanovništva iz 2021. godine, naselje je imalo 194 stanovnika.
| broj stanovnika | 440   | 421   | 427   | 523   | 602   | 585   | 561   | 554   | 546   | 552   | 528   | 461   | 405   | 373   | 326   | 258   | 194   |
|                 | 1857. | 1869. | 1880. | 1890. | 1900. | 1910. | 1921. | 1931. | 1948. | 1953. | 1961. | 1971. | 1981. | 1991. | 2001. | 2011. | 2021. |

## Spomenici i znamenitosti
- Crkva sv. Tri kralja u Staroj Plošćici

## Manifestacije
- Ploščićko mašinjanje, tradicionalna manifestacija vezana uz žetvu pšenice uz popratni kulturno umjetnički I zabavni program.

## Poznate osobe
- Đuro Sudeta - hrvatski književnik